# Bernd Köppl

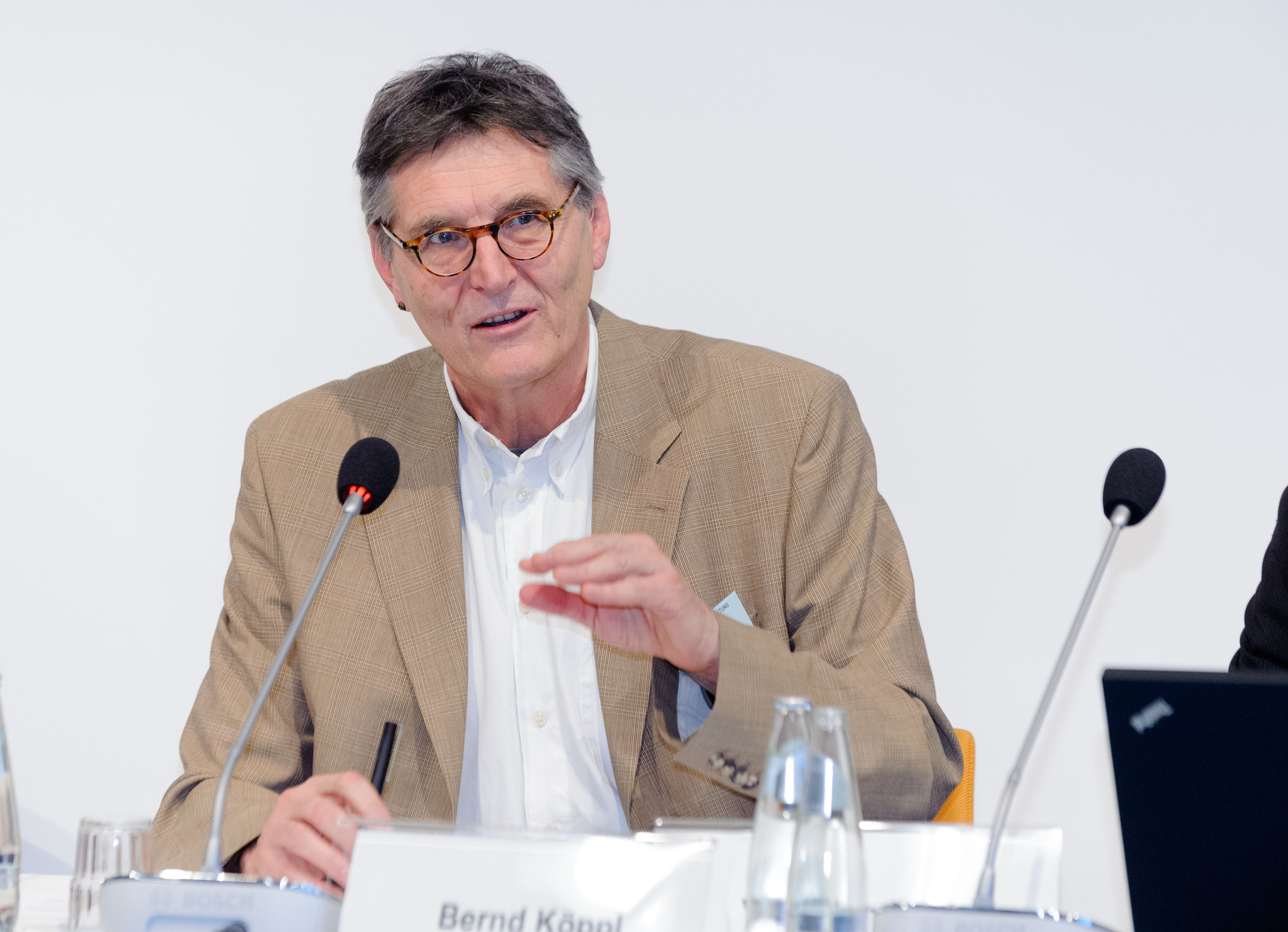
Bernd Köppl, 2013

Bernd Köppl (* 25. September 1948 in Günterod) ist ein deutscher Mediziner und Politiker (Bündnis 90/Die Grünen). Er gehörte von 1983 bis 1985 und erneut von 1989 bis 2001 dem Abgeordnetenhaus von Berlin an.

## Leben
Bernd Köppl absolvierte eine Ausbildung zum Elektriker und legte die Abiturprüfung nach dem  zweiten Bildungsweg an. Ein Studium der Politologie schloss sich an, das er 1978 mit der Promotion an der Freien Universität Berlin abschloss. Später absolvierte er auch ein Medizinstudium.
Köppl war bis 2009 Geschäftsführer und ärztlicher Leiter des Sana Gesundheitszentrums (SGZ) in  Berlin.

## Politik
Bernd Köppl war einer der Gründer der Alternativen Liste für Demokratie und Umweltschutz in West-Berlin. Er wurde erstmals durch Rotation 1983 Mitglied im Abgeordnetenhaus von Berlin, dem er zunächst bis 1985 angehörte. Abgeordneter war er dort erneut von 1989 bis 2001. Anschließend war er Wissenschaftskoordinator in der Berliner Senatsverwaltung.
Köppl engagierte sich insbesondere für gesundheitspolitische Themen wie beispielsweise Rauchverbote.